# アレクサンダー・シバエフ
アレクサンダー・シバエフ（Alexander Shibaev、ロシア語: Александр Игоревич Шибаев、1990年9月9日 - ）は、ロシア・ヤロスラヴリ出身の卓球選手。
2011年のヨーロッパ選手権男子ダブルスではキリル・スカチコフとのペアで準優勝。2017年のヨーロッパトップ16で準優勝。同年のワールドカップでは、準々決勝でドミトリ・オフチャロフに3-4で惜敗しベスト8となった。
ロシアリーグのUMMCに所属しており、2017-18シーズンでは吉村真晴とチームメイトであった。
2013-14シーズンのヨーロッパチャンピオンズリーグで彼が引き起こした事件を、当時UMMCの同僚であった水谷隼が自身のブログに綴っている。
オリンピックは2012年と2016年の2回出場している。